# 29-я стрелковая дивизия (1-го формирования)
29-я стрелковая дивизия — воинское соединение Вооружённых Сил СССР в Великой Отечественной войне

## История
Сформирована 2 июля 1941 как 7-я Московская стрелковая дивизия народного ополчения (Бауманского района), 26 сентября того же года была  переименована в 29-ю стрелковую дивизию.
В июле 1941 года — на строительстве оборонительных рубежей. К сентябрю 1941 года занимала оборону у Дорогобужа, имея в своём составе до 15000 бойцов и 33 танка.
С началом октября 1941 года покинула позиции и двигалась в направлении Юхнова для нанесения контрудара по прорвавшимся танковым частям вермахта. На 4 октября 1941 года находилась на шоссе Рославль — Москва. Была полностью разгромлена, остатки попали в окружение под Вязьмой.
22 октября из окружения вышел один полк в составе 720 человек, направлен на доукомплектование 144-й стрелковой дивизии. 25 октября вышел ещё один отряд и был направлен на доукомплектование 1-й гвардейской мотострелковой дивизии
Расформирована 11 октября 1941 года.

## Подчинение
- Резервный фронт, 32-я армия — с момента формирования.
- Резервный фронт, 19-я армия — с 05.10.1941 года.

## Состав
Как 7-я Московская стрелковая дивизия народного ополчения:

(до 1 сентября 1941 года)
- 19-й стрелковый полк
- 20-й стрелковый полк
- 21-й стрелковый полк
- 7-й запасной стрелковый полк
- отдельный артиллерийский дивизион 45-мм орудий
- отдельный артиллерийский дивизион 76-мм орудий
- отдельная самокатная разведывательная рота
- отдельная рота связи
- медико-санитарный батальон
- автотранспортная рота

(с 1 сентября 1941 года):
- 1294-й стрелковый полк
- 1296-й стрелковый полк
- 1298-й стрелковый полк
- 974-й артиллерийский полк
- 698-й отдельный зенитный артиллерийский дивизион
- 473-я разведывательная рота
- 862-й отдельный батальон связи
- 496-й медико-санитарный батальон
- 335-я отдельная рота химический защиты
- 308-я автотранспортная рота
- 265-я полевая хлебопекарня

Как 29-я стрелковая дивизия:
- 1294-й стрелковый полк
- 1296-й стрелковый полк
- 1298-й стрелковый полк
- 974-й артиллерийский полк
- 698-й отдельный зенитный артиллерийский дивизион
- 473-я разведрота
- 862-й отдельный батальон связи
- 496-й медико-санитарный батальон
- 335-я отдельная рота химический защиты
- 308-я автотранспортная рота
- 265-я полевая хлебопекарня
- ??-я полевая почтовая станция
- ??-я полевая касса Госбанка[1]

## Командиры
- Заикин, Иван Васильевич (26.09.1941 — 11.10.1941), комбриг.